# Danleigh Borman
Danleigh Borman  (Nacido el 27 de enero de 1985 en Ciudad del Cabo, Sudáfrica) es un futbolista de SuperSport United de Sudáfrica. 

## Inicios
Danleigh Borman comienza su carrera en las inferiores de Santos Football Club de Sudáfrica. En el 2004 se traslada al fútbol colegial de Estados Unidos con la Universidad de Rhode Island. En sus cuatro temporadas con Rhode Island, Borman participa en 83 partidos, anotando 7 goles y repartiendo 16 pases de gol. Entre el 2006 y 2007 Borman es parte del club Rhode Island Stingrays, con quien anota 7 goles en 20 partidos.

## Fútbol Profesional
Tras su exitosa carrera colegial ficha por Red Bull New York con quien
debutó en el fútbol profesional en 2008. En su primera temporada en el club participa en 15 partidos de liga en los que anota 2 goles. 

## Selección nacional
Danleigh Borman ha representado a Sudáfrica a nivel Sub-19. 

## Clubes
| Club                   | País           | Año       |
| ---------------------- | -------------- | --------- |
| Rhode Island Stingrays | Estados Unidos | 2006-2007 |
| New York Red Bulls     | Sudáfrica      | 2008-2011 |
| Toronto FC             | Canadá         | 2011      |
| SuperSport United      | Sudáfrica      | 2012-     |